# ۸۲۶ (میلادی)
۸۲۶ (میلادی) هشتصد و بیست و ششمین سال تقویم میلادی است.
‎